# 정경일
정경일(생년 미상 ~ )은 조선민주주의인민공화국의 정치인이다. 평안북도 인민위원회 위원장 겸 최고인민회의 법제위원회 위원을 역임했다.

## 경력
평양화력발전연합기업소 청년동맹 비서를 거쳐 2016년 최종건 후임으로 평안북도 인민위원회 위원장에 임명되었다. 2019년 최고인민회의 제14기 제1차회의 부문위원회 선거에서 법제위원회 위원으로 선출되었다. 같은해 8월, 평안북도 인민위원회 위원장과 최고인민회의 법제위원회 위원직에서 물러났다.